# Los Hinojosos
Los Hinojosos – gmina w Hiszpanii, w prowincji Cuenca, w Kastylii-La Mancha, o powierzchni 113,95 km². W 2011 roku gmina liczyła 963 mieszkańców.